# Victor De Meulemeester
Pour les articles homonymes, voir De Meulemeester.
Victor De Meulemeester (Bruges, 24 octobre 1866 - Le-Coq-sur-mer, 23 août 1927) fut sénateur belge et brasseur.

## Famille
Victor Alphonse Jean Léon De Meulemeester appartenait à la famille notable brugeoise De Meulemeester. Il était le fils du brasseur et malteur Leon De Meulemeester (1841-1922) et de Virginie Verstraete, la fille d'Alphonse Verstraete, le fondateur de l'usine de genièvre et de levure qui devint à partir de 1897 partie intégrante de la Koninklijke Nederlandsche Gist- en Spiritusfabriek à Delft.
Il épousa Marie Watremez, fille du français Théodore Watremez et de Hortense Petit. Ils eurent une fille, Rose (1891-1964), qui épousa l'ingénieur bruxellois Auguste Lambiotte et deux fils, Jacques (1893-1917), qui mourut au cours de sa formation comme pilote de guerre et André De Meulemeester.
Lorsqu'à Bruges, en 1883, fut fondé par quelques étudiants universitaires, le Cercle Littéraire Excelsior  Victor De Meulemeester ne fut pas l'un d'eux, comme il a été écrit plus tard, mais quatre ans après la fondation il faisait partie de la direction. Il fut un des organisateurs en 1887 du char qui, au nom de la Société, participa au cortège à l'occasion de l'inauguration du monument en l'honneur de Jean Breydel et Pieter de Coninck. Il se trouvait sans nul doute parmi les auditeurs, voire parmi les organisateurs des réunions qui à partir de 1889 avaient comme conférenciers des personnalités connues, parmi lesquelles Georges Rodenbach, Stéphane Mallarmé, Émile Vandervelde, Hippolyte Fierens-Gevaert, Camille Lemonnier, Jules Destrée, Paul Spaak, Charles Buls, Paul Verlaine, etc. L'on peut supposer que c'est à cette occasion que De Meulemeester fit la connaissance d'Emile Vandervelde, auquel il fut bientôt lié par l'amitié et plus tard par une collaboration politique.
Victor De Meulemeester devint amateur d'art. Il introduisit dans les milieux bruxellois, le jeune peintre réaliste brugeois, Achiel Van Sassenbrouck.

## Brasseur
Avec son père et son frère Alphonse De Meulemeester (1876-1927), Victor dirigea la brasserie et la malterie familiale L'Aigle dans la rue des Carmes à Bruges. Cette ancienne brasserie, déjà en activité en 1553, avait été rachetée en vente publique au début du dix-neuvième siècle par Antoine De Meulemeester (Beernem 1776 - Bruges 1849), marchand de grains. Il fut remplacé par son fils Jacques De Meulemeester (1804-1881), auquel succéda Léon, le père de Victor.
L'Aigle était propriétaire de nombreux cafés et de maisons qui débitaient de la bière, ce qui contribua à en faire une des brasseries les plus importantes de la région.
Victor et Alphonse moururent à deux jours d'intervalle, au mois d'août 1927. La dépouille du premier fut conduite à Paris pour y être incinérée, la Belgique ne possédant pas encore de four crématoire.
Peu de mois après leur mort, leur beau-frère, l'avocat Louis Mahieu s'employa à réaliser une fusion avec la brasserie gantoise Belgica. Les Grandes Brasseries Réunies Aigle Belgica virent le jour. De fusion en fusion, cette brasserie a disparu sous les ailes de INBEV.

## Politique
Léon De Meulemeester-Verstraete et ses deux fils étaient membres du parti libéral à Bruges, sans y jouer un rôle important. On les retrouvait surtout dans les associations faisant partie de la famille libérale, telles que 'Les Amis des pauvres honteux'. Alphonse De Meulemeester fut de 1903 à 1914 président du football Club de Bruges et Victor fut président d'honneur du Sport Nautique de Bruges. Ils étaient tous deux membres de la Gilde royale des tireurs à l'arc de Saint Sébastien.
Victor De Meulemeester s'engagea plus avant dans la politique. Il se retrouva parmi les libéraux de la tendance radicale qui figurèrent parmi les fondateurs du Parti Ouvrier Belge, avec parmi d'autres Henri de Brouckère, Émile Vandervelde, Henri La Fontaine et Jules Destrée.
Durant la Première Guerre mondiale il résida à Londres avec sa famille et s'activa dans les organisations venant en aide aux soldats. Il garda le contact avec Émile Vandervelde et Jules Destrée qui avaient également fuit le pays occupé. Grâce à Vandervelde il obtenait des renseignements réguliers concernant ses deux fils qui avaient joint l'armée.
Lors des premières élections législatives d'après-guerre, le 16 novembre 1919, il fut élu sénateur pour l'arrondissement de Bruxelles, sur la liste du Parti Ouvrier Belge (POB). Il fut réélu aux élections suivantes, et exerça le mandat jusqu'à sa mort. Il ne se manifesta que rarement en public, mais s'acquit la réputation d'une éminence grise influente. 
A Bruges De Meulemeester exerça également son influence au sein du parti local. Il fut à l'origine de la carrière politique d'Achille Van Acker qui en 1926 fut élu conseiller communal de Bruges et qui fin 1927 fut élu membre de la Chambre des représentants. Van Acker vécut les dernières années de sa vie dans la maison de maître Quai Saint-Anne 23, qui avait été la demeure brugeoise de son mentor.

## Littérature
- Charles DE SCHRYVER, Arthur GANSHOF, e. a., Cercle littéraire Excelsior 1883-1893, Bruges, 1893
- In memoriam, dans: Brugsch Handelsblad, 27 août 1927.
- Brasserie Aigle Belgica, 400 années d'activité, Bruges, 1953
- Paul VAN MOLLE, Le Parlement Belge, 1894-1972, Anvers, 1972
- Fernand BONNEURE, De 'Cercle littéraire Excelsior' en het sonnet van Mallarmé, dans: Liber amicorum André Vanhoutryve, Brugge, 1990
- Jaak A. RAU, Een eeuw Brugge, Deel 1, Bruges, 2002
- Dries VANYSACKER, Van FC Brugeois tot Club Brugge KV, Bruges, 2010 [1]